# Zjednoczenie Irlandii

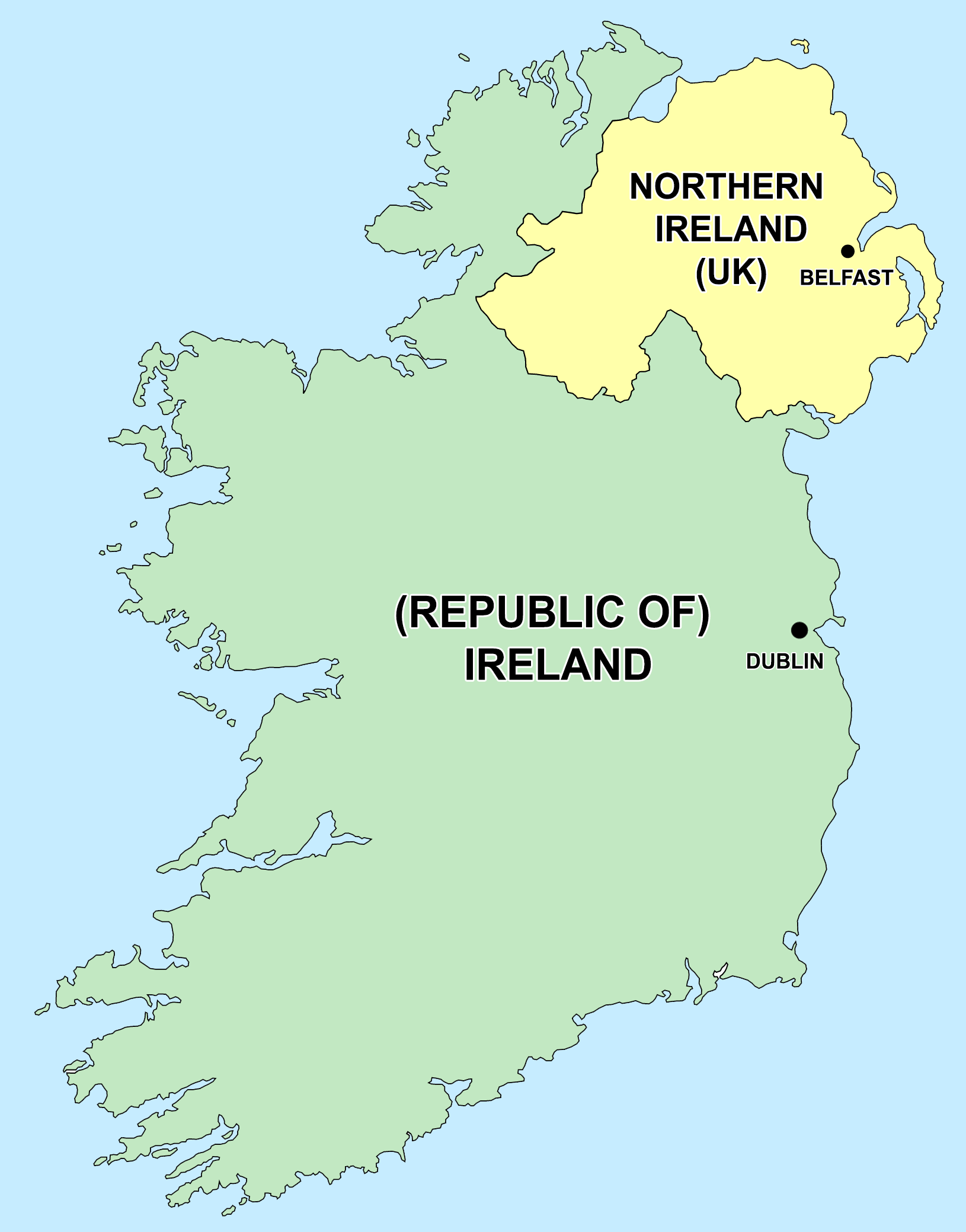
Aktualna polityczna mapa Irlandii

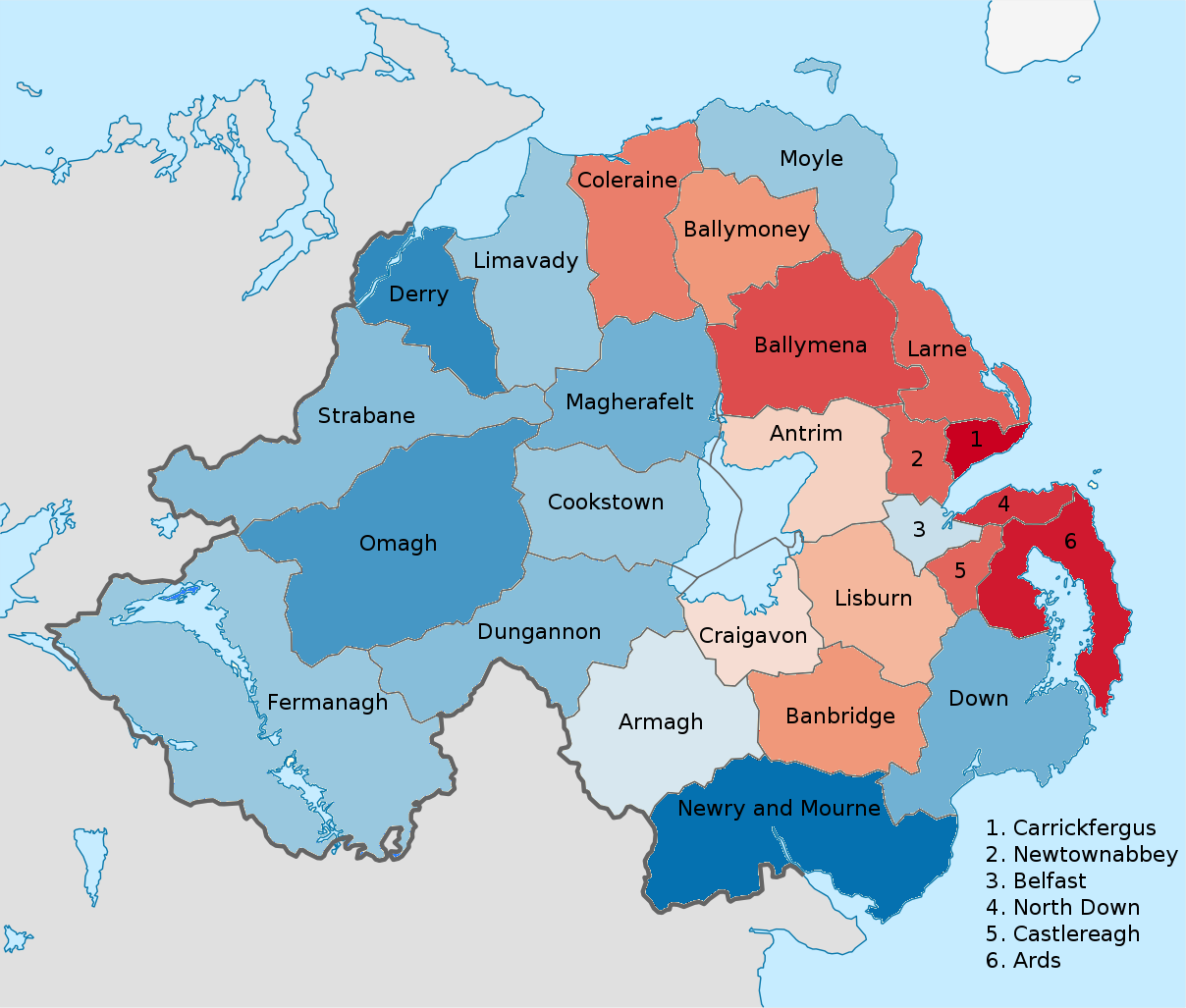
Mapa uwzględniająca wyznania obywateli Irlandii Północnej, według spisu z 2011 roku. Na niebiesko zaznaczono okręgi z przeważającą liczbą katolików, a na czerwono te obszary, gdzie mieszka większość protestancka.

Zjednoczenie Irlandii, lub Zjednoczona Irlandia (ang. United Ireland) – koncepcja polityczna, zakładająca powstanie suwerennego państwa, obejmującego całą Irlandię, czyli wszystkie trzydzieści dwa tradycyjne hrabstwa. Obecnie na wyspie znajdują się tereny Republiki Irlandii, która obejmuje dwadzieścia sześć hrabstw, oraz obszar Irlandii Północnej, należący do Wielkiej Brytanii, składający się z pozostałych sześciu hrabstw. Pomysł zjednoczenia Irlandii, jako kraju całkowicie niezależnego od Wielkiej Brytanii, jest popierany przez irlandzkich nacjonalistów. Z drugiej strony istnieje silne stronnictwo unionistów, czyli ludzi sprzeciwiających się jednoczeniu i wspierających pozostanie Irlandii Północnej w ramach Zjednoczonego Królestwa.

## Zasady zjednoczenia

Sondaż na temat ewentualnego zjednoczenia wyspy, przeprowadzony przez Sunday Times z 2010 w Republice Irlandii.

Do dziś powstało kilka różnych koncepcji, dotyczących szczegółów zjednoczenia Irlandii. Trzy najczęściej spotykane to:
- system rządów zbliżony do federalizmu funkcjonującego w Szwajcarii, nazwany Éire Nua (czyli „Nowa Irlandia”)[4]
- konfederacja
- państwo unitarne

Artykuł 15.2 Konstytucji Irlandii wprowadzonej w 1937 roku, przewiduje możliwość dewolucji wraz z powstaniem zjednoczonego państwa irlandzkiego, co było pierwotnie przeznaczone do ewentualnego wchłonięcia instytucji Parlamentu Irlandii Północnej, zlikwidowanego w 1972 roku.

## Poparcie społeczne

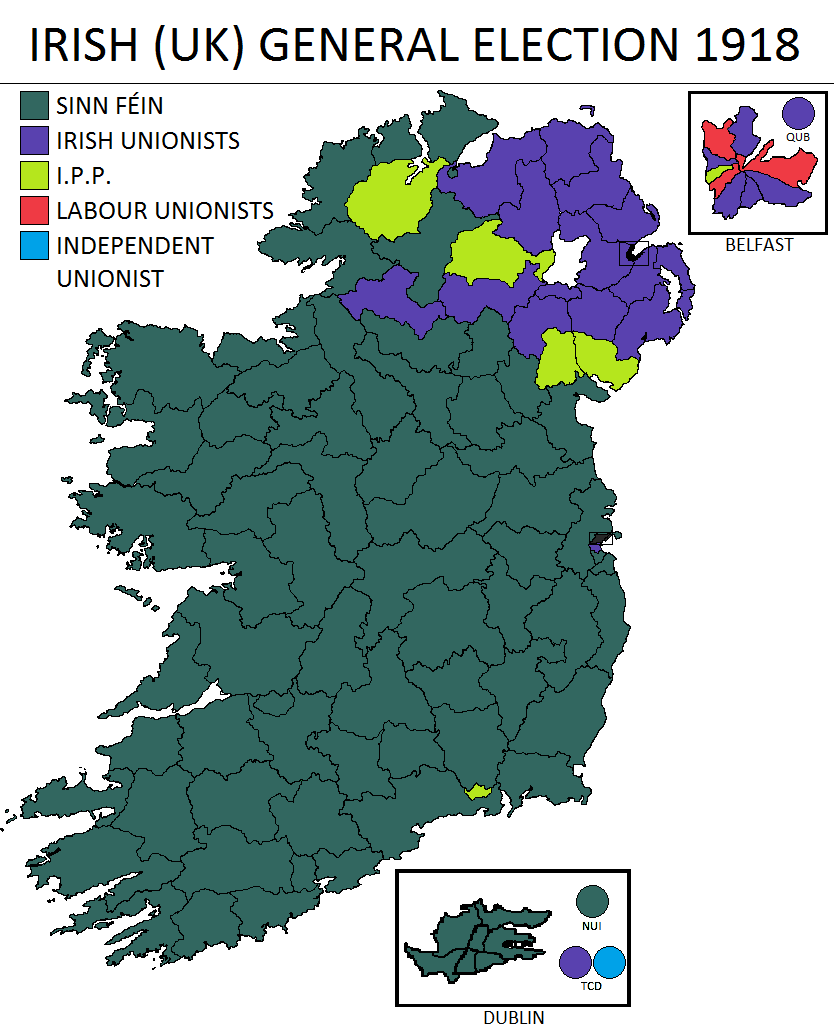
Wyniki wyborów parlamentarnych z 1918

Pod względem poparcia wśród społeczeństwa, idea pozostania sześciu hrabstw Irlandii Północnej w strukturach brytyjskich, cieszy się popularnością przede wszystkim wśród ulsterskich protestantów, choć w czterech z sześciu przewagę posiadają katolicy, w większości głosujący na partie narodowe. Z drugiej strony, religijne preferencje obywateli Irlandii Północnej są obecnie stereotypowe, ponieważ istnieją zarówno protestanccy nacjonaliści, jak i lojalistyczni katolicy. Przeprowadzono badania wyróżniające znaczącą liczbę katolików, którzy popierają unię z Wielką Brytanią, ale nie identyfikują siebie jako unionistów, czy Brytyjczyków. Niektóre badania wskazują, iż większość katolików to zwolennicy utrwalenia podziału wyspy. Nowi imigranci i ich potomkowie, spośród których wielu nie jest ani katolikami, ani protestantami, mają różne poglądy na ten temat. W referendum zorganizowanym w Irlandii Północnej w 1973 roku (ang. Northern Ireland sovereignty referendum of 1973) 98,9% głosujących opowiedziało się za pozostaniem w Wielkiej Brytanii, a tylko 1,1% za przyłączeniem się do struktur Republiki. Głosy nieważne wyniosły wtedy 0,99%, a frekwencja 58,66%.

## Historia
Większość ludzi w Irlandii odrzuciła brytyjskie rządy w ostatnich ogólnoirlandzkich wyborach, przeprowadzonych we wszystkich trzydziestu dwóch hrabstwach, gdzie niepodległość całej wyspy została silnie poparta w wyborach parlamentarnych w 1918 roku, co spowodowało zdecydowane poparcie dla skrajnie niepodległościowej partii Sinn Féin. Wynik tych wyborów doprowadził w 1919 do utworzenia buntowniczej Republiki Irlandzkiej (ang. Irish Republic), proklamowanej już podczas powstania wielkanocnego w 1916, na terenie której walczono o niepodległość kraju w latach 1919–1921. Na arenie międzynarodowej, Republikę Irlandzką uznała jedynie Rosyjska Federacyjna Socjalistyczna Republika Radziecka. Wojna o niepodległość zakończyła się podpisaniem traktatu angielsko-irlandzkiego w 1921 roku. Warunki traktatu doprowadziły do ostatecznego podziału wyspy, do upadku Republiki Irlandii i akceptacji częściowej niezależności dwudziestu sześciu hrabstw, które w 1922 utworzyły Wolne Państwo Irlandzkie (ang. Irish Free State), istniejące do 1937 roku. Dwadzieścia sześć hrabstw osiągnęło pełną niezależność w 1949 pod nazwą Republiki Irlandii (ang. Republic of Ireland), funkcjonującej po dziś dzień. Należy jednak pamiętać, że podobnie jak w przypadku Australii, czy innych dominiów brytyjskich, trudno wskazać jednoznaczną datę uzyskania niepodległości Irlandii, ponieważ była ona osiągana stopniowo. Pierwsza deklaracja niepodległości Irlandii, miała miejsce 21 stycznia 1919, ale była ona czysto teoretyczna. Ważną cezurę w uzyskaniu suwerenności stanowi rok 1931, czyli wprowadzenie Statutu Westminsterskiego.

## Polityka
Zarówno brytyjscy monarchowie, jak i rząd, nie byli skłonni wycofać swojej jurysdykcji z obszaru całej wyspy. Przykładowo, aby służyć jako polityk (Teachta Dála) w Wolnym Państwie Irlandzkim, każdy wybrany urzędnik, zgodnie z postanowieniami traktatu był zobowiązany do złożenia przysięgi wierności wobec brytyjskiego monarchy. Od 1949 roku Brytyjczycy zmienili strategię i odtąd byli gotowi na wyrażenie zgody na zjednoczenie Irlandii, ale jedynie na drodze ewentualnego referendum, gdzie większość obywateli Irlandii Północnej opowie się za tą opcją. Poszczególne rządy niepodległej części Irlandii (zwłaszcza za czasów prezydenta Éamona de Valery), stawiały sobie za cel zjednoczenie wyspy, jednak perspektywa zrealizowania tego pomysłu zyskała szczególną wagę po wybuchu konfliktu w północnej części (ang. The Troubles) pod koniec lat 60. XX wieku.
Wszystkie główne partie polityczne w Wielkiej Brytanii i w obu częściach Irlandii obecnie przyjęły zasadę, wedle której połączenie Irlandii można zostać osiągnięte jedynie za zgodą większości mieszkańców Irlandii Północnej, co jest ogólnie znane jako zasada zgody (ang. Principle of consent). Sinn Féin, a także inne główne partie polityczne w Republice Irlandii sprzyjają zjednoczeniu wyspy, podobnie jak Socjaldemokratyczna Partia Pracy (SDLP) w Irlandii Północnej. W 1999 roku, drugi i trzeci artykuł konstytucji irlandzkiej zostały zmienione, aby zrezygnować z roszczeń terytorialnych wobec Irlandii Północnej. Zjednoczeniu Irlandii sprzeciwiają się wszystkie partie unionistyczne i oddziały paramilitarne ulsterskich lojalistów. Rząd Wielkiej Brytanii jest zobowiązany na mocy ustawy o Irlandii Północnej z 1998 spełnić wolę większości mieszkańców tego regionu. Postanowienie to zostało zaakceptowane przez wszystkich sygnatariuszy porozumienia wielkopiątkowego (ang. Good Friday Agreement), przez społeczeństwo w referendach i jest także zagwarantowane w konstytucji Irlandii.
Po zakończeniu referendum w Wielkiej Brytanii w 2016 roku, w którym obywatele Zjednoczonego Królestwa opowiedzieli się przy większości 51,89% za wyjściem z Unii Europejskiej, przedstawiciele działającej na terenie całej wyspy partii Sinn Féin, domagają się zorganizowania referendum określającym status Irlandii Północnej. Zastępca pierwszego ministra Irlandii Północnej, Martin McGuinness z Sinn Féin, wezwał do referendum, uzasadniając je faktem, iż większość głosujących w Irlandii Północnej chciała pozostać w Unii Europejskiej, w przeciwieństwie do Anglików, czy Walijczyków.

## Statystyki

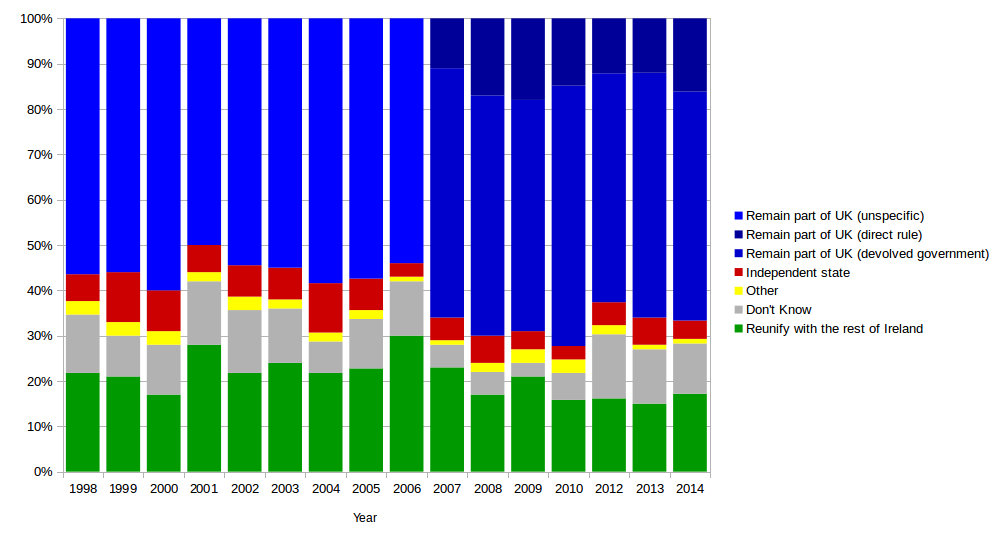
Powyżej widoczny rozkład głosów na poszczególne partie w Irlandii Północnej.

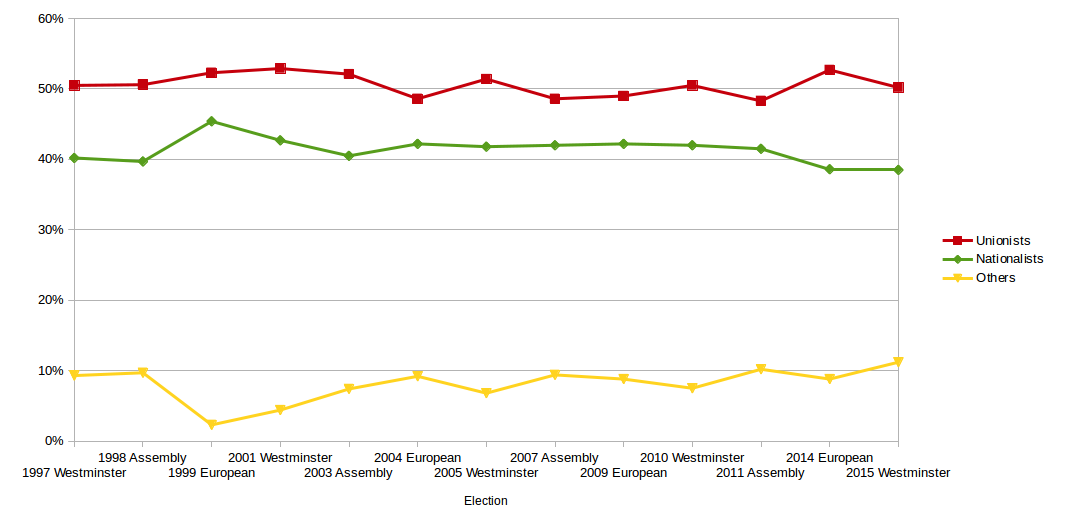
Diagram przedstawiający poparcie dla różnych koncepcji politycznych w Irlandii Północnej.

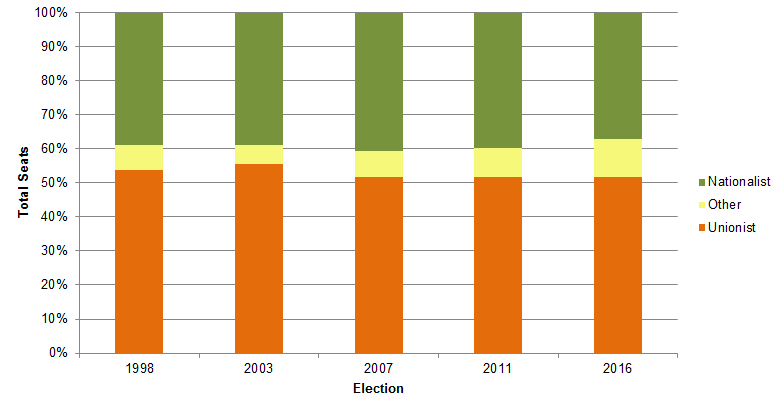
Stosunek liczebny unionistów do narodowców w poszczególnych wyborach.

Rozkład głosów na poszczególne partie w Irlandii Północnej.